# Златен пръстен на Русия
Златният пръстен (на руски: Золото́е кольцо́) е съвкупност от средновековни селища в Централна Русия, на североизток от Москва, столицата на страната.
Обхваща градове от Североизточна Рус. В миналото районът е известен под името Залесие.
Тези старинни градове, играли значителна роля в развитието на Руската православна църква, пазят спомени за повечето от най-важните събития от руската история. Те са сред най-живописните селища в Русия и ярко представят нейната архитектура тип луковична глава. Наричани са музеи на открито заради уникални паметници на руската архитектура от 12 - 18 век в тях като крепости тип „кремъл“, манастири, катедрали и църкви. Някои от селищата са центрове на съхранени оригинални народни занаяти.
Макар да има известни разногласия по обхвата на групата, основният състав включва 8 града:
- Сергиев Посад (б. Загорск),
- Переславъл Залески,
- Ростов (б. Ростов Велики),
- Ярославъл,
- Кострома,
- Иваново,
- Суздал,
- Владимир.

Освен тях в групата често се включват следните селища: Александров, посьолок Боголюбово, Гороховец, Гус Хрустални, Калязин, с. Кидекша, Москва, Муром, сгт. Палех, Пльос, Рибинск, Тутаев, Углич, Юрев Полски.
Повечето от тези селища се намират край автомагистрала М8 или могат да бъдат достигнати от Ярославската гара в Москва.